# Юрта Анямова
Ю́рта Аня́мова (рос. Юрта Анямова) — селище у складі Івдельського міського округу Свердловської області.
Населення — 10 осіб (2010, 34 у 2002).
Національний склад населення станом на 2002 рік: мансі — 100 %.